# إيفان باكولين
إيفان باكولين هو لاعب كرة قدم روسي في مركز الدفاع، ولد في 16 أبريل 1986 في موسكو في روسيا. لعب مع إف سي موسكو.